# Ядерний магнетон
Магнітний момент важких частинок (нуклонів, атомних ядер тощо) прийнято вимірювати в ядерних магнетонах, що визначаються в Міжнародній системі одиниць (SI) як
{\displaystyle \mu _{\mathrm {N} }={\frac {e\hbar }{2m_{\mathrm {p} }}}},
у системі СГС:
{\displaystyle \mu _{\mathrm {N} }={\frac {e\hbar }{2m_{\mathrm {p} }c}}}),
де {\displaystyle m_{\mathrm {p} }} — маса протона, {\displaystyle e} — заряд електрона, {\displaystyle \hbar } — зведена стала Планка, {\displaystyle c} — швидкість світла.
У системі одиниць SI:
{\displaystyle \mu _{\mathrm {N} }} = 5,050 783 43(43) × 10−27 Дж·Тл−1.
У системі одиниць СГС:
{\displaystyle \mu _{\mathrm {N} }} = 5,050 × 10−24 ерг/Гс.
Експеримент дає для власного магнітного моменту протона значення 2,79 ядерних магнетонів, причому момент спрямований за спіном. Магнітний момент нейтрона спрямований протилежно до спіну і дорівнює 1,91 ядерного магнетона.